# Morti nel 2023
| Questa pagina contiene informazioni ricavate automaticamente dalle voci biografiche con l'ausilio del template Bio e di un bot. L'aggiornamento è periodico e automatico e ricostruisce completamente la pagina. Se manca una persona in questa lista, sei pregato di non aggiungerla, ma accertati piuttosto che la sua voce biografica contenga il template Bio e che i dati anagrafici siano correttamente compilati. Se il template Bio manca, inseriscilo tu stesso o, in alternativa, metti l'avviso {{tmp\|Bio}} che ne segnala la mancanza. Se i dati riportati sono sbagliati, correggi direttamente la voce biografica; le modifiche saranno visibili in questa lista entro pochi giorni. Per chiarimenti vedi il progetto biografie. La lista contiene solo le 2.354 persone che sono citate nell'enciclopedia e per le quali è stato implementato correttamente il template Bio. Pagina aggiornata al 18 ago 2025. |

## Senza giorno specificato(15)
- Nikītas Alimprantīs, cestista greco (n. 1935)
- Marisa Bovolato, cestista italiana (n. 1926)
- Ernesto Chiacchierini, chimico italiano (n. 1935)
- Dora Damjanova, cestista bulgara (n. 1932)
- Nebojša Đorđević, calciatore jugoslavo (n. 1945)
- Giancarlo Gazzani, compositore, arrangiatore e direttore d'orchestra italiano (n. 1941)
- Geoffrey Grey, violinista, direttore d'orchestra e compositore britannico (n. 1934)
- Elena Kafalieva, cestista bulgara (n. 1940)
- Anna Marabini, chimica italiana (n. 1930)
- Augusto Marcaletti, ciclista su strada italiano (n. 1934)
- Stratos Mpatzios, cestista greco
- Gennaro Michele Scandiffio, pittore italiano (n. 1945)
- Gianni Siragusa, regista e sceneggiatore italiano (n. 1936)
- Tanja Todorova, cestista bulgara (n. 1931)
- 'Abd al-Ilah bin 'Abd al-'Aziz Al Sa'ud, politico saudita (n. 1939)